# Unreal Tournament
Unreal Tournament is een computerspel ontwikkeld door Epic Games, Digital Extremes en Atari (ook bekend onder de naam Infogrames). De first-person shooter die in 1999 uitkwam voor de pc werd in hetzelfde jaar benoemd tot Game of the Year (GOTY). Het was het eerste spel in de Unreal Tournament-serie (Unreal Tournament, Unreal Tournament 2003, Unreal Tournament 2004 en Unreal Tournament 3). Er kwam ook een port van het spel voor de Xbox en de PlayStation 2.
Het spel behoort tot het genre first-person shooter, wat inhoudt dat de speler met wapens rondloopt en de spelwereld bekijkt door de ogen van zijn personage. Het spel kan zowel tegen andere menselijke spelers online over het internet of LAN als offline tegen door de computer gestuurde spelers (bots) gespeeld worden.
De voorloper van Unreal Tournament was Unreal, dat zich meer concentreerde op het spelen van de lineaire op elkaar volgende levels en de verhaallijn, naast de multiplayer modus die net als vergelijkbare games veel populairder bleek te zijn. Unreal Tournament werd later gecombineerd met Unreal en Return To Na Pali tot Totally Unreal.

## Spelmodi
In de verschillende spelmodi is het meestal het doel om de tegenpartij of tegenspeler af te maken, maar er is ook een aantal spelmodi dat hier, hoewel het schieten niet ontbreekt, variatie in aanbrengt. De spellen in de Unreal Tournament-serie bevat de volgende spelmodi:
- Deathmatch (UT, UT2003, UT2004, UT3) - Ieder speelt voor zich en probeert de tegenspelers af te maken. Per moord of frag krijgt men 1 punt terwijl een zelfmoord -1 punt oplevert. De speler die het eerst de vooraf ingestelde score bereikt heeft gewonnen. Het is ook mogelijk om op tijdslimiet te spelen waarbij degene die de meeste punten heeft na deze tijd gewonnen heeft. In het geval dat twee of meer spelers dezelfde score hebben, gaat het spel door in overtime waarbij de winnaar bepaald wordt door sudden death (hierbij wint de speler die het eerst een punt weet te scoren).
- Team Deathmatch (UT, UT2003, UT2004, UT3) - Vergelijkbaar met Deathmatch, alleen zijn de spelers nu in twee tot vier teams verdeeld. De individuele scores van de spelers worden bij elkaar opgeteld voor de score van het team. Deze spelmodus wordt op competitief niveau doorgaans 4 tegen 4 gespeeld en met een vooraf bepaalde tijdslimiet (zonder scorelimiet). Het neerschieten van een speler van het eigen team leidt tot verlies van 1 punt.
- Capture The Flag (UT, UT2003, UT2004, UT3) - Spelmodus waarbij twee teams ieder een vlag hebben en waarbij het doel is de vlag van het andere team te stelen en naar de eigen basis te brengen, waar de eigen vlag zich bevindt. Als deze inmiddels ook gestolen is, dan is het doel om deze eerst weer terug te brengen naar de eigen basis voordat gescoord kan worden. Het team dat als eerste driemaal de andere vlag gestolen heeft en in de eigen basis gescoord heeft, heeft gewonnen.
- Assault (UT, UT2004) - Hierbij wordt in twee rondes een assault (aanval) uitgevoerd op een gebouw of ander doelwit. De spelers moeten hierbij doelstellingen volbrengen zoals het omhalen van een hendel, het openen van een poort of het vernietigen van een object. In de eerste ronde speelt het ene team de rol van aanvaller en het andere team de rol van verdediger, in de tweede ronde wordt dit omgewisseld. Een team dient binnen een gestelde tijdslimiet de doelstellingen te volbrengen om de aanval succesvol uit te voeren. Het verdedigende team tracht dit natuurlijk zoveel mogelijk te voorkomen.
- Domination (UT) - Op de map staan drie controlepunten die ingenomen moeten worden door ertegenaan te lopen.
- Double Domination (UT2003, UT2004) - Een aangepaste versie van Domination waarbij een map twee punten heeft die een team enkele seconden in bezit dient te nemen. Als het team daar in slaagt, dan scoort het een punt. Ook hier wint het team wat de vooraf gestelde score bereikt.
- Last Man Standing (UT, UT2003, UT2004) - Een vorm van Deathmatch waarbij elke speler een vooraf ingesteld aantal levens heeft en alle wapens (exclusief de Redeemer) met hun maximale ammunitie krijgt. Per keer dat een speler sterft, gaat hier één vanaf. Hierdoor vallen spelers af totdat er nog maar één speler overblijft. Deze is dan de winnaar en tevens "last man standing".
- Mutant (UT2003, UT2004) - Spelmodus vergelijkbaar met Deathmatch, alleen is nu een van de spelers de mutant. Hij bezit alle wapens, munitie, power-ups en meer levenspunten maar dient wel te blijven doden omdat deze levenspunten verminderen en deze kunnen alleen aangevuld worden door een andere speler te doden. De mutant probeert zoveel mogelijk frags te scoren totdat hij, door alle andere spelers die een tijdelijk team zijn, wordt gedood. Hierna wordt degene die hem neerschoot de volgende mutant. De persoon die onderaan staat, is de 'bottom feeder' - deze kan de overige spelers ook doden zonder zelf gedood te kunnen worden. Dit duurt totdat hij niet meer de laagste score heeft, waarna een andere speler de 'bottom feeder' wordt. Als de mutant de 'bottom feeder' doodt, krijgt hij extra punten.
- Bombing Run (UT2003, UT2004) - Twee teams spelen een futuristische versie van voetbal, waarbij een bal door het doel van de tegenpartij geschoten dient te worden. Een speler kan de bal oppakken maar kan dan niet meer gebruikmaken van zijn wapens. De bal kan overgespeeld worden door deze naar een andere speler of ergens anders naartoe te schieten.
- Invasion (UT2003, UT2004) - Spelmodus waarbij de spelers in rondes een groep monsters dienen te verslaan. Deze monsters worden door de computer gestuurd en worden elke ronde sterker en moeilijker neer te halen.
- Onslaught (UT2004, UT3) - Een nieuwe spelmodus die in Unreal Tournament 2004 geïntroduceerd werd. Twee teams dienen bepaalde punten (ook wel powernodes genoemd) op de map in bezit te nemen om uiteindelijk de basis (de powercore) van de tegenstander te vernietigen. De punten zijn met elkaar verbonden en een volgend punt kan alleen in bezit worden genomen als men het vorige punt in bezit heeft. Het team dat de basis van de tegenstander vernietigt, heeft gewonnen en verdient hiermee 2 punten als dit voor een bepaalde tijdslimiet gebeurt en anders 1 punt (in overtime). Deze spelmodus maakt met name gebruik van de voertuigen die in UT2004 geïntroduceerd werden. Men kan pas de basis van de tegenstander vernietigen als men een directe link met de basis heeft (zie de powernodes).
- Warfare (UT3) - In Conquest spelen acht verschillende teams met elk hun eigen armor. Warfare maps kunnen drie keer zo groot zijn als één Onslaught-map was en ze bevatten assault-achtige doelstellingen én een beperkt resourcemanagementsysteem. Men kan het met andere woorden opvatten als een langslepende oorlog. UT3 maakt tijdens een spelletje Warfare volledig gebruik van de Unreal Engine 3-techniek om de map 'seamless' (dus zonder extra laadtijden) te streamen, zodat men een effect krijgt alsof verschillende maps aan elkaar 'genaaid' zijn. Tijdens Conquest maakt men deel uit van een van twee teams van wie het gebied er qua uiterlijk helemaal anders uitziet. Als men gebieden verovert, zullen die automatisch het uiterlijk en de gebouwen van het team van de speler krijgen. Het doel van Warfare is het vernietigen van de vijandelijke powercore. Om de vijandelijke powercore te vernietigen, moet men (net als bij onslaught) een serie van powernodes bemachtigen om het aan te kunnen vallen.
- Vehicle Capture the Flag (UT2004, UT3) - Hetzelfde als de standaard CTF, maar dan met toevoeging van voertuigen en grotere mappen. Alleen hier is "Vehicle Flag-Carry" mogelijk.
- Monster Hunt (UT 1999) - In plaats van dat men tegen elkaar speelt, speelt men samen om zoveel mogelijk vijanden te doden.

De bovenstaande spelmodi kunnen ook gespeeld worden met de instagib mutator (een mutator is een aanpassing in het spel, géén hack of cheat).

## UnrealEd
Bij de spellen wordt ook UnrealEd (de Unreal Editor) bijgeleverd. Hiermee is het mogelijk zelf nieuwe levels te maken die on- en offline gespeeld kunnen worden. Deze editor wordt ook gebruikt bij het maken van andere spellen die op de Unreal Engine draaien.

## Muziek
De soundtrack van Unreal Tournament is hoofdzakelijk geschreven door Michiel van den Bos en Alexander Brandon, die ook de soundtrack van Unreal schreven.